# Liste des évêques de Bayeux et Lisieux
Le 12 juin 1855, restauration du titre d'évêque de Lisieux par un bref du pape Pie IX et par décret de l'Empereur, conféré à tous les évêques de Bayeux. Création du diocèse de Bayeux et Lisieux .
- 1855   (†)    : Louis-François Robin (premier évêque de Bayeux et Lisieux),
- 1856-1866 : Charles-Nicolas-Pierre Didiot,
- 1867-1898 : Flavien-Abel-Antoine Hugonin,
- 1898-1906 : Léon Adolphe Amette, cardinal
- 1906-1927 : Thomas-Paul-Henri Lemonnier,
- 1928-1931 : Emmanuel-Célestin-Jean-Baptiste Suhard, cardinal
- 1931-1954 : François-Marie Picaud, † 1960
- 1954-1969 : André Jacquemin, † 1975
- 1969-1988 : Jean Badré, † 2001
  - 1987-2005 : Guy Gaucher, † 2014, évêque auxiliaire
- 1988-2010 : Pierre Pican, † 2018
- 2010-2020 : Jean-Claude Boulanger
- Depuis 2020 : Jacques Habert